# 徐州観音空港
徐州観音国際空港（じょしゅうかんのんこくさいくうこう、中国語：徐州觀音國際機場、英語：Xuzhou Guanyin International Airport）は、中国江蘇省徐州市睢寧県双溝鎮に位置する民用空港である。空港の運営は、江蘇省が設置した事業体である東部空港グループ（中国語：東部機場集團、英語：Eastern Airports）によって行われている。IATA空港コードはXUZ。ICAO空港コードはZSXZ。
当空港は、母都市である徐州市のほか、同市を中心とする「淮海経済区」最大の民用空港でもあるので、当地域全体をサービスエリアに収めている。

## 概要
徐州観音空港は、1993年8月に建設が開始され、1997年10月に竣工した。淮海地区 （江蘇省北部・山東省南部・安徽省北部・河南省東部）最大の空港であり、隣接するG104国道によって徐州市街や他地域と連絡している。
徐州観音空港の、2007年度輸送実績は、旅客取扱数が414,000名で貨物取扱量が2,695tであった。

## 就航路線

### 国内線
| 航空会社     | 就航地                           |
| ------------ | -------------------------------- |
| 中国国際航空 | 北京/首都                        |
| 中国南方航空 | 広州                             |
| 中国東方航空 | 上海/虹橋                        |
| 海南航空     | 深圳、長沙、海口、廈門           |
| 四川航空     | 成都、大連、昆明、貴陽、ハルビン |
| 北京首都航空 | 福州、三亜、杭州                 |
| 雲南祥鵬航空 | 昆明、重慶                       |
| 天津航空     | 武漢、南寧                       |

### 国際線
| 航空会社           | 就航地                         |
| ------------------ | ------------------------------ |
| 中国東方航空       | 香港、台北/桃園                |
| 雲南祥鵬航空       | 大阪/関西                      |
| グレーターベイ航空 | 香港(2025年8月1日より就航予定) |